# Chenghai
Chenghai léase Cheng-Jái (en chino simplificado, 澄海区; pinyin, Chénghǎi qū) es un distrito urbano bajo la administración directa de la ciudad-prefectura de Shantou. Se ubica al este de la provincia de Cantón, en el sur de la República Popular China. Su área es de 384 km² y su población total para 2018 fue más de 800 mil habitantes.

## Administración
El distrito de Chenghai  se divide en 11 pueblos que se administran en 3 subdistrito y 8 poblados.